# Garnier et Sentou
Ne doit pas être confondu avec Garnier ou Sentous (homonymie).
Cyril Garnier et Guillaume Sentou, connus collectivement comme Garnier et Sentou, sont un duo d'humoristes français.
Ils sont notamment connus pour avoir participé régulièrement à On n'demande qu'à en rire, émission de France 2.

## Biographies
Cyril Garnier, né le 2 février 1980 à Saint-Germain-en-Laye dans les Yvelines (il a grandi à Pontoise dans le Val-d'Oise), et Guillaume Sentou, né le 21 décembre 1979 à Paris, sont amis depuis l'âge de sept ans. Ils se sont rencontrés dans un jardin d'enfants et leurs parents se connaissaient déjà depuis longtemps. Un jour, ils vont tous les deux jouer aux fléchettes, ils s'arrêtent lorsque Guillaume en reçoit une dans le mollet, et c'est là qu'est née leur amitié. Ils n'étaient cependant pas dans la même école à l'époque, mais par la suite, ils entretinrent leur amitié au théâtre.
Formés au cours Dominique Viriot, leur travail et leur complicité leur permettent de se faire rapidement une place dans le petit monde du café-théâtre parisien, et ce après la création du duo le 30 octobre 2005 au sein du FIEALD, sur la scène du théâtre Trévise à Paris.
En 2006, ils sont programmés au théâtre populaire du Reinitas dans le 20e arrondissement de Paris.
Après leur passage dans l'émission Incroyable Talent sur M6 dans laquelle ils sont repérés par Gilbert Rozon, ils font en 2007 la tournée des festivals (notamment Juste pour rire à Nantes) et remportent de nombreux prix. Ils participent alors au festival off d'Avignon et enchaînent avec une programmation au théâtre du Point-Virgule les lundis et mardis, ce qui leur permet de partir le reste de la semaine dans les cafés-théâtres de province et d'enchaîner ainsi plus de 400 représentations de leur spectacle Vu duo c'est différent.
Ils mettent fin à cette programmation en juin 2009 pour travailler en profondeur leur spectacle. Ils reviennent sur scène en avril 2010 au théâtre du Funambule Montmartre puis, pour les dernières de ce spectacle, passent l'été au théâtre Trévise, où ils avaient débuté avec leur premier sketch en participant au FIEALD le 30 octobre 2005. Ils y enregistrent alors en août 2010 le DVD de Vu duo c'est différent.
Ils sont ensuite engagés par Jean-Luc Moreau dans la pièce de boulevard À deux lits du délit au théâtre de la Michodière, avec Arthur Jugnot, Mathilde Penin et Juliette Meyniac. Cette pièce se joue plus de 300 fois à Paris entre le 16 septembre 2010 et le 3 juillet 2011 et une centaine de fois en province en 2012.
Depuis le 20 septembre 2010, Garnier et Sentou sont candidats de l'émission On n'demande qu'à en rire de Laurent Ruquier dont ils sont pensionnaires. Ils détiennent le quatrième record de l'émission (97/100, ils furent les premiers à obtenir un tel score) pour leur sketch du 24 mars 2011 avec Une soirée SM qui tourne mal. À partir de leur 19e passage, Les bars « Beauté-Express », ils sont mis en scène par Patrice Soufflard, auquel ils rendent régulièrement hommage dans leurs sketchs. Guillaume Sentou a au cours de nombreux passages montré ses talents d'imitations de Nicolas Sarkozy, Nelson Monfort, Régis Laspalès, Fabrice Luchini, Philippe Manœuvre, Jean-Claude Van Damme et Nikos Aliagas.
En 2012, Garnier et Sentou ont été les invités d'honneur de l'émission radiophonique de Laurent Ruquier, On va s'gêner. Ils ont également participé avec les meilleurs humoristes de l'émission On n'demande qu'à en rire à des représentations au Casino de Paris, émission pour laquelle ils avaient gagné leur place lors du premier « prime », le 13 avril 2012.
Garnier et Sentou ont repris leur spectacle Garnier et Sentou en spectacle, mis en scène par Patrice Soufflard, pour deux dernières représentations parisiennes à La Cigale en juin 2012.
De juin à juillet 2012, ils ont été les héros d'une web-série qui vante les mérites des emballages Tetra Pak, puis ont joué leur spectacle à Avignon, au théâtre des Béliers.
Fin août 2012, Garnier et Sentou ont inauguré le théâtre des Béliers Parisiens, d'Arthur Jugnot.
Du 5 octobre 2012 à août 2013, ils jouent dans la pièce de théâtre Les grands moyens, une comédie de Stéphane Belaïsch et Thomas Perrier, mise en scène par Arthur Jugnot et David Roussel, aux côtés de deux comédiennes, Magaly Godenaire et Marie Montoya, au théâtre de la Gaîté-Montparnasse à Paris. Ils font également partie des humoristes qui animaient l'émission ONDAR Show les samedis à 19 h sur France 2. Mais déçus par le programme, ils quittent l'émission mi-décembre après l'enregistrement de l'émission de Noël.
Pour 2013, ils prévoient une tournée de Garnier et Sentou en spectacle, de septembre à décembre. Ils reprendront également la tournée de la pièce « Les Grands Moyens » de janvier à mai 2014.
En 2014, pour le retour de « On n'demande qu'à en rire » au mois d'avril, ils sont également revenus faire de nouveaux sketchs, cette fois-ci en tant que humoristes « historiques » (ils sont non notés), mais ils ont aussi endossé le rôle de parrains pendant une semaine.

## Récompenses
- 2007 : Prix du public au festival d'humour de Saint-Jean-Bonnefonds[7].
- 2007 : Prix Fnac de l'humour au festival Juste Pour Rire Nantes Atlantique[7].
- 2007 : Prix du National du Rire au festival Juste Pour Rire Nantes Atlantique[7].
- 2007 : 1er prix du jury au festival d'humour de Villeneuve-sur-Lot[7].
- Plume d'Argent des amis d'Alphonse Allais.

## Théâtre
- 2005 : Trois Hommes Simples, écrit et mis en scène par Ana Kazan, théâtre des Deux-Rives à Charenton.
- 2007 et 2008 : Le Chaudron de Lady Craspouille, écrit et mis en scène par Caroline Raux, théâtre du Point-Virgule.
- 2008 : L'Abribus de Philippe Elno, théâtre de la Gaîté-Montparnasse (voix).
- 2010-2012 : À deux lits du délit de Derek Benfield, mis en scène de Jean-Luc Moreau, théâtre de la Michodière, pièce avec laquelle ils ont effectué une tournée en France, en Belgique et en Suisse en 2012.
- 2012-2013 : Les Grands Moyens de Stéphane Belaïsch et Thomas Perrier dans une mise en scène d'Arthur Jugnot et David Roussel, théâtre de la Gaîté.

## Radio
- 2011 - 2012 : Le Journal du Rire, Rire et Chansons
- 2012 : On va s'gêner, Europe 1
- 2012 : Un week-end à Paris, France Bleu
- 2012 : L'heure du goûter, Radio Shalom
- 2012 : Le cœur au sud, Sud Radio (France)
- 2012 : L'original radio, Radio Pons
- 2012 : (émission inconnue), idFM Radio Enghien

## Internet
- 2006 : Tipex et Nitro, YouTube
- 2012 : Garnier et Sentou déballent Tetra Pak, YouTube

## DVD
- 2009 : Paris fait sa comédie : Anne Roumanoff
- 2010 : Vu duo c'est différent
- 2011 : On n'demande qu'à en rire, le Best-Of
- 2012 : On demande qu'à en rire, le Best-Of 2
- 2012 : On demande qu'à en rire au Casino de Paris

## On n'demande qu'à en rire
Détenant le record du nombre de points (97/100 pour Une soirée SM qui tourne mal) pour la saison 1, Garnier et Sentou ont été battus par la suite par plusieurs autres humoristes.
Garnier et Sentou égalent trois fois leur propre record de 97 points avec leurs sketchs Tintin en 3D, La nouvelle version de « Ma sorcière bien-aimée » et « C'est la saison de la photo de classe ».
Ils arrivent à la 5e place au premier des trois grands primes d’On n'demande qu'à en rire du 4 février 2012 et se qualifient donc pour le spectacle au Casino de Paris.
Le 7 avril 2012, ils obtiennent 100 points, soit le deuxième record de l'émission après Les Lascars Gays, avec un sketch en collectif sur un télé-crochet musical faisant intervenir des personnes atteintes du syndrome de Gilles de la Tourette, sketch à l'initiative de Jérémy Ferrari. À ce sketch ont également participé Jérémy Ferrari, Florent Peyre, Nicole Ferroni, Artus, Arnaud Tsamère, Lamine Lezghad et Arnaud Cosson.
Le 18 février 2013, ils obtiennent 100 points, soit le cinquième record de l'émission après Jérémy Ferrari, en faisant un sketch sans l'aide de personne et en arrivant par surprise avec un homme et une femme venus se présenter en tant que « Les Crétins » ; c'était un sketch où deux hommes cherchaient à faire une nouvelle comédie musicale avec les Fables de La Fontaine.
Ils obtiendront également 99/100 pour leur 75e passage avec le sujet Une skieuse vit avec un golfeur.
| 1             | Maire d’un village qui attend les martiens | 28 septembre 2010 | 61                      |
| 2             | Tennisman refusant de jouer en double | 4 octobre 2010    | 63                      |
| 3             | De plus en plus de femmes pratiquent la chasse | 13 octobre 2010   | 75                      |
| 4             | Réunion des dépendants sexuels anonymes | 20 octobre 2010   | 73                      |
| 5             | Quand on a un nouvel amour, on perd 2 amis (participation d'Olivier de Benoist)                                                                                        | 22 octobre 2010   | 72                      |
| 6             | Connard, en tête des insultes au volant | 28 octobre 2010   | 82                      |
| 7             | 2010, une année à champignons | 4 novembre 2010   | 77                      |
| 8             | Le blues des feuilles mortes | 8 novembre 2010   | 61                      |
| 9             | Un mort reçoit son courrier au cimetière | 16 novembre 2010  | 74                      |
| 10            | Le concours parallèle de Mme de Fontenay | 23 novembre 2010  | 65                      |
| 11            | Miss Île-de-France, vous abandonnez le concours | 25 novembre 2010  | 69                      |
| 12            | Invisible comme Harry Potter | 6 décembre 2010   | 77                      |
| 13            | Un livre de recettes pour animaux | 7 décembre 2010   | 83                      |
| 14            | Fan du chanteur Grégoire | 3 janvier 2011    | 78                      |
| 15            | Le Prozac prescrit contre les kilos | 7 janvier 2011    | 67                      |
| 16            | Besançon, ville record des abribus vandalisés | 10 janvier 2011   | 14/20 (Téléspectateurs) |
| 17            | Peut-on encore faire confiance à la météo ? | 20 janvier 2011   | 72                      |
| 18            | Un nouveau traitement contre le double menton | 25 janvier 2011   | 80                      |
| 19            | Les bars « Beauté Express » | 4 février 2011    | 80                      |
| 20            | Dimanche, c’est thé dansant (participation de Constance) | 7 février 2011    | 17/20 (Téléspectateurs) |
| 21            | Bientôt des centrales nucléaires sous la mer (participation de Jérémy Ferrari)                                                                                         | 18 février 2011   | 75                      |
| 22            | Les bols bretons : guerre entre Quimper et Pornic | 24 février 2011   | 86                      |
| 23            | Rencontre entre un ours polaire et un grizzly (participation de Tex)                                                                                                   | 4 mars 2011       | 82                      |
| 24            | Je suis le père de l’enfant de Polnareff | 10 mars 2011      | 79                      |
| 25            | Des staphylocoques dans la piscine du Fouquet’s (participation de Florent Peyre)                                                                                       | 15 mars 2011      | 72                      |
| 26            | Une soirée SM qui tourne mal | 24 mars 2011      | 97                      |
| 27            | Des arbres à adopter (participation de Lamine Lezghad) | 4 avril 2011      | 16/20 (Téléspectateurs) |
| 28            | Sketch surprise de groupe : La nouvelle comédie musicale Adam et Ève (avec Arnaud Tsamere, Jérémy Ferrari, Les Lascars gays, Constance, Lamine Lezghad, Florent Peyre) | 5 avril 2011      | 81                      |
| Hors-passage  | Concerts sauvages sur les pistes (en duo avec Arnaud Tsamere) | 12 avril 2011     | 93                      |
| 29            | Hommage à Simon et Garfunkel | 15 avril 2011     | 88                      |
| 30            | Défi de Laurent : Chanter « Mrs Robinson » en siamois | 18 avril 2011     | 17/20 (Téléspectateurs) |
| Sketch inédit | Partir en vacances en coloc avec des inconnus (non diffusé à la TV, uniquement dans le DVD ONDAR)                                                                      | 25 avril 2011     | ?                       |
| 31            | Dialogue entre supporters OM / PSG | 27 avril 2011     | 91                      |
| 32            | Un rappeur pris en flagrant délit avec un travesti | 6 mai 2011        | 96                      |
| 33            | Une bricothèque à Asnières | 13 mai 2011       | 80                      |
| 34            | Le Festival de Cannes (participation de Jérémy Ferrari) | 16 mai 2011       | 18/20 (Téléspectateurs) |
| 35            | Le retour de Peter Pan (avec les Kicékafessa) | 18 mai 2011       | 75                      |
| 36            | Mon chien ou mon chat au casting des tickets à gratter (participation de Babass et de Eric le pompier)                                                                 | 14 juin 2011      | 91                      |
| 37            | Les Français no 1 des animaux de compagnie (collectif avec Sacha Judaszko, Nicole Ferroni, Kicékafessa, Babass, Les Lascars Gays et Florent Peyre)                     | 16 juin 2011      | 78                      |
| 38            | Camus vs Johnny au concert de Line Renaud (participation de Armelle et Alexandre Pesle)                                                                                | 21 juin 2011      | 65                      |
| 39            | Un avocat tente de discréditer une victime | 24 juin 2011      | 88                      |
| 40            | Un studio hollywoodien à Toulouse | 1er juillet 2011  | 90                      |
| Spécial été 1 | Premières vacances chez les naturistes | 9 juillet 2011    | 69                      |
| Spécial été 2 | En vacances à Paris Plage (en duo avec les Kicékafessa) | 6 août 2011       | 93                      |
| Spécial été 3 | Dans les bouchons avec les enfants à l'arrière (en duo avec Nicole Ferroni)                                                                                            | 27 août 2011      | 89                      |
| Spécial été 4 | Vous racontez vos vacances à vos collègues de travail (en duo avec les Kicékafessa)                                                                                    | 3 septembre 2011  | 17/20 (Téléspectateurs) |

| 41      | Hommage au père de Bonne nuit les petits | 8 septembre 2011  | 94                                         |
| 42      | Vous êtes prof de paléo-fitness | 10 septembre 2011 | 78                                         |
| 43      | Un métier dont personne ne comprend l'intitulé | 17 septembre 2011 | 85                                         |
| 44      | La reprise de Koh-Lanta | 21 septembre 2011 | 92                                         |
| 45      | 2 milliardaires se battent sur un plateau télé | 29 septembre 2011 | 77                                         |
| 46      | Un agriculteur chasse Rihanna de son pré (participation de Constance) | 13 octobre 2011   | 75                                         |
| 47      | Je suis le recordman d'ouverture d'huîtres (participation d'Arnaud Tsamere) | 22 octobre 2011   | 90                                         |
| 48      | Défendre l'inscription de son fils à des combats d'enfants (apparition de Émilie Dieudonné) | 28 octobre 2011   | 87                                         |
| 49      | Tintin en 3D (participation d'Émilie Dieudonné) | 9 novembre 2011   | 97                                         |
| 50      | Une pièce de 3 m2 à vendre (participation de Arnaud Cosson, Émilie Dieudonné et Les Kicékafessa) | 18 novembre 2011  | 86                                         |
| 51      | 1 an pour avoir un rendez-vous chez un ophtalmo | 24 novembre 2011  | 68                                         |
| 52      | Un sportif espagnol dopé | 28 novembre 2011  | 18/20 (Téléspectateurs)                    |
| 53      | Comment Léonard De Vinci a peint la Joconde ? | 9 décembre 2011   | 87                                         |
| 54      | Reconstitution de la crèche de Noël (avec Les Kicékafessa et participation de Shirley Souagnon, Florent Peyre et Arthur Milchior)                                                                                 | 12 décembre 2011  | 17/20 (Téléspectateurs)                    |
| 55      | L'aide à domicile aspire à attirer plus d'hommes | 15 décembre 2011  | 88                                         |
| 56      | De la galette des rois pour le dessert | 4 janvier 2012    | 95                                         |
| 57      | Stone et Charden décorés à la Légion d'honneur | 10 janvier 2012   | 90                                         |
| 58      | Un pilote et son copilote s'engueulent sur le Dakar | 20 janvier 2012   | 90                                         |
| 59      | 2 « Bourgeois Gentilhomme » au théâtre (participation de Shirley Souagnon, Steeven & Christopher et Ahmed Sylla)                                                                                                  | 31 janvier 2012   | 71                                         |
| Prime 1 | Février, le mois des crêpes | 4 février 2012    | 165/200 (Jury : 76 - Téléspectateurs : 89) |
| 60      | La cérémonie des colliers d'or | 9 février 2012    | 84                                         |
| 61      | Les affiches de « Les Infidèles » vous choquent-elles ? | 16 février 2012   | 95                                         |
| 62      | Une famille grecque apprend la rigueur | 20 février 2012   | 18/20 (Téléspectateurs)                    |
| 63      | Tout le monde apprend à faire des claquettes | 15 mars 2012      | 69                                         |
| 64      | Les 40 ans « Des Chiffres et des Lettres » | 30 mars 2012      | 84                                         |
| 65      | Les pierrots de la nuit contre les fêtards (participation de Arnaud Cosson) | 6 avril 2012      | 89                                         |
| 66      | Collectif : Un télé-crochet pour les chanteurs à toc (avec notamment Jérémy Ferrari, accompagné de : Arnaud Cosson, Arnaud Tsamere, Florent Peyre, Nicole Ferroni, Lamine Lezghad et Artus)                       | 7 avril 2012      | 100                                        |
| 67      | Les fils des Beatles veulent chanter ensemble (participation d'Arnaud Tsamere et Arthur Jugnot) | 18 avril 2012     | 91                                         |
| 68      | Championnat du monde des siffleurs (participation de Émilie Dieudonné) | 3 mai 2012        | 92                                         |
| 69      | Nouvelle version de « Ma Sorcière Bien-Aimée » (participation de Arnaud Tsamere, Florent Peyre et Catherine Barma)                                                                                                | 11 mai 2012       | 97                                         |
| 70      | Les non-fumeurs veulent récupérer les terrasses | 16 juin 2012      | 71                                         |
| 71      | C'est la saison de la photo de classe (participation des Kicékafessa, Florent Peyre, Arnaud Cosson, Waly Dia, Lamine Lezghad, Julie Villers, Laurent Ruquier, Jean-Luc Moreau, Jean Benguigui et Catherine Barma) | 19 juin 2012      | 97                                         |
| Prime 3 | Le défilé du 14 juillet (participation de Steeven & Christopher, Arnaud Cosson et Ahmed Sylla) | 29 juin 2012      | 164/200 (Jury : 80 - Téléspectateurs : 84) |

| 72 | Le boom des comédies musicales                                     | 18 février 2013 | 100 |
| 73 | 25 ans à présenter le JT (participation de Antonia et Artus)       | 12 mars 2013    | 91  |
| 74 | Les thèmes à traiter rapidement (participation de Jérémy Michalak) | 11 juin 2013    | 96  |
| 75 | Une skieuse vit avec un golfeur (participation de Eric Metayer)    | 27 juin 2013    | 99  |

| Non noté 1 | Food-surfing : et si vous alliez dîner chez des inconnus ?        | 8 avril 2014   |
| Non noté 2 | Personnalité : ce qui la voix dit de nous                         | 9 mai 2014     |
| Non noté 3 | Consommation : la revanche des légumes moches                     | 13 juin 2014   |
| Non noté 4 | On a trouvé le gène de la blondeur (participation des Décaféinés) | 3 juillet 2014 |

- Sur la totalité de leurs passages (spécial été, et Prime compris), Garnier et Sentou ont une moyenne de 80 points par sketch.

## ONDAR Show
Du 6 octobre 2012 au 22 décembre 2012, ils participent de façon hebdomadaire à l'émission ONDAR Show déprogrammée le 26 janvier 2013.
| 1 | Conflit de canards                          | Florent Peyre, Nicole Ferroni, Les Lascars gays, Arnaud Cosson et Hélène Segara | 6 octobre 2012    |
| 2 | Écolo chic                                  | Aucun                                                                           | 6 octobre 2012    |
| 3 | Le Retour de la Fashion Week                | Baptiste Giabiconi                                                              | 20 octobre 2012   |
| 4 | Promo Chic 1                                | Dany Brillant                                                                   | 27 octobre 2012   |
| 5 | Promo Chic 2                                | Chantal Ladesou                                                                 | 3 novembre 2012   |
| 6 | Les Papys du Rocks                          | Aucun                                                                           | 1er décembre 2012 |
| 7 | Qui est le père de l'enfant de Rachida Dati | Aucun                                                                           | 15 décembre 2012  |